# Laburgade
Laburgade är en kommun i departementet Lot i regionen Occitanien i södra Frankrike. Kommunen ligger i kantonen Lalbenque som tillhör arrondissementet Cahors. År 2022 hade Laburgade 374 invånare.

## Befolkningsutveckling
Antalet invånare i kommunen Laburgade
| Referens: INSEE |